# Steve Litzow
Steve Litzow (1961) is een Amerikaans politicus van de Republikeinse Partij, die diende als senator van Washington voor het 41ste district van 2010 tot 2017. Dit district omvat Bellevue, Beaux Arts Village, Mercer Island, New Castle, West-Issaquah, Zuid-Sammamish en Noordoost-Renton in King County.
Litzow studeerde af aan de Northwestern-universiteit. Hij is getrouwd en heeft vier kinderen.